# Malegia
Malegia is een geslacht van kevers uit de familie bladkevers (Chrysomelidae).
De wetenschappelijke naam van het geslacht werd in 1883 gepubliceerd door Lefevre.

## Soorten
- Malegia arabica Daccordi, 1979
- Malegia brunnea Tang, 1992